# Generali Ladies Linz 1995
Il Generali Ladies Linz 1995 è stato un torneo di tennis giocato sul sintetico indoor. È stata la 9ª edizione del Generali Ladies Linz, che fa parte della categoria Tier III nell'ambito del WTA Tour 1995. Si è giocato a Linz, in Austria,dal 20 al 26 febbraio 1995.

## Campionesse

### Singolare
Jana Novotná ha battuto in finale  Barbara Rittner con il punteggio di 6–7, 6–3, 6–4

### Doppio
Meredith McGrath /  Nathalie Tauziat hanno battuto in finale  Iva Majoli /  Petra Schwarz con il punteggio di 6–1, 6–2